# Caio Fernando Abreu
Caio Fernando Abreu (* 12. September 1948 in Santiago, Rio Grande do Sul; † 25. Februar 1996 in Porto Alegre) war ein brasilianischer Schriftsteller.
Caio Fernando Loureiro de Abreu  studierte Literatur und Theater in Porto Alegre und lebte seit 1968 als freier Autor in São Paulo. 1968, zur Zeit der brasilianischen Militärdiktatur, stand er auf der Fahndungsliste der Geheimpolizei DOPS und ging in den 1970er Jahren für ein Jahr ins selbst gewählte Exil nach Europa. Er beschrieb die zahllosen Widersprüche des urbanen Brasilien. 1996 starb er an den Folgen seiner HIV-Infektion.
Abreu schrieb Romane, Erzählungen, Theatertexte, Songtexte und Drehbücher. Als Opus magnum gilt sein von der Literaturkritik gelobter vierter Band mit Kurzgeschichten Morangos mofados von 1982. Seine Werke wurden ins Deutsche, Englische, Französische, Italienische, Kroatische, Niederländische, Schwedische und Spanische übersetzt. Sein Roman Onde andará Dulce Veiga wurde 2008 in Brasilien von Guilherme de Almeida Prado verfilmt.

## Veröffentlichungen
- 1971 Limite branco (Expressão e Cultura; Neuausgabe Agir 2007)
- 1975 O ovo apunhalado (Globo; Neuausgabe Agir 2008)
- 1977 Pedras de Calcutá (Nova Fronteira)
- 1982 Morangos mofados (Companhia das Letras, Neuauflage 2001; Neuausgabe Agir 2005)
- 1982 Triângulo das águas (Brasiliense; Neuausgabe Agir 2008)
- 1988 Mel & girassóis (Mercado Aberto)
- 1990 Onde andará Dulce Veiga? (Companhia das Letras, Neuauflage 2001; Neuausgabe Agir 2007); deutsch: Was geschah wirklich mit Dulce Veiga?, aus dem brasilianischen Portugiesisch von Gerd Hilger. Edition diá, Berlin 1994; Deutscher Taschenbuch Verlag, München 1997; E-Book: Edition diá 2013, ISBN 978-3-86034-524-5 (Epub), ISBN 978-3-86034-624-2 (Mobi)
- 1991 Os dragões não conhecem o paraíso (Companhia das Letras, Neuauflage 2001)
- 1995 Ovelhas negras (Sulina; Neuausgabe L&PM 2002)
- 1996 Estranhos estrangeiros (Companhia das Letras, Neuauflage 2002)
- 2000 Fragmentos (L&PM)
- 2002 Cartas (Aeroplano)
- 2006 Caio 3 D. O essencial da década de 1990 (Agir)
- 2006 Melhores contos (Global)
- 2009 Teatro completo (Agir)
- 2015 Kleine Monster (acht Erzählungen aus Pedras de Calcutá, Morangos Mofados, Os dragões não conhecem o paraíso und Ovelhas Negras), ausgewählt und mit einem Nachwort von Gerd Hilger, aus dem brasilianischen Portugiesisch von Marianne Gareis, Gerd Hilger, Maria Hummitzsch, Gaby Küppers und Gotthardt Schön. E-Book: Edition diá, Berlin, ISBN 978-3-86034-542-9 (Epub), ISBN 978-3-86034-642-6 (Mobi)

## Auszeichnungen
- 1984 Prêmio Jabuti für Triângulo das águas
- 1989 Prêmio Jabuti für Os dragões não conhecem o paraíso
- 1990 Trofeu APCA (Associação Paulista de Críticos de Arte) für Onde andará Dulce Veiga?
- 1996 Prêmio Jabuti für Ovelhas negras